# Prêmio Alwin Mittasch
O Prêmio Alwin Mittasch (em alemão:  Alwin-Mittasch-Preis) concedido pela DECHEMA (Deutsche Gesellschaft für Chemische Technik und Biotechnologie) é um prêmio por pesquisas sobre catalisadores. É denominado em memória de Alwin Mittasch, sendo concedido desde 1990. Foi denominado inicialmente Alwin-Mittasch-Medaille.

## Ganhadores
- 1990 Gerhard Ertl
- 1992 Jerzy Haber
- 1995 Hans-Herbert Brintzinger, Hansjörg Sinn e Walter Kaminsky
- 1998 Wilhelm Keim e  Helmut Knözinger
- 2001 Rutger van Santen
- 2006 Avelino Corma
- 2009 Jens Weitkamp e Jens K. Nørskov
- 2012 Graham Hutchings e Takashi Tatsumi
- 2013 Pierre A. Jacobs
- 2015 Robert Schlögl[1]